# Лисонасінник омановий
Лисонасі́нник ома́новий, або лисонасі́нник оманови́дний (Inula hirta) — вид трав'янистих рослин родини айстрових, поширений в Україні, південно-західній Росії й Грузії.

## Опис

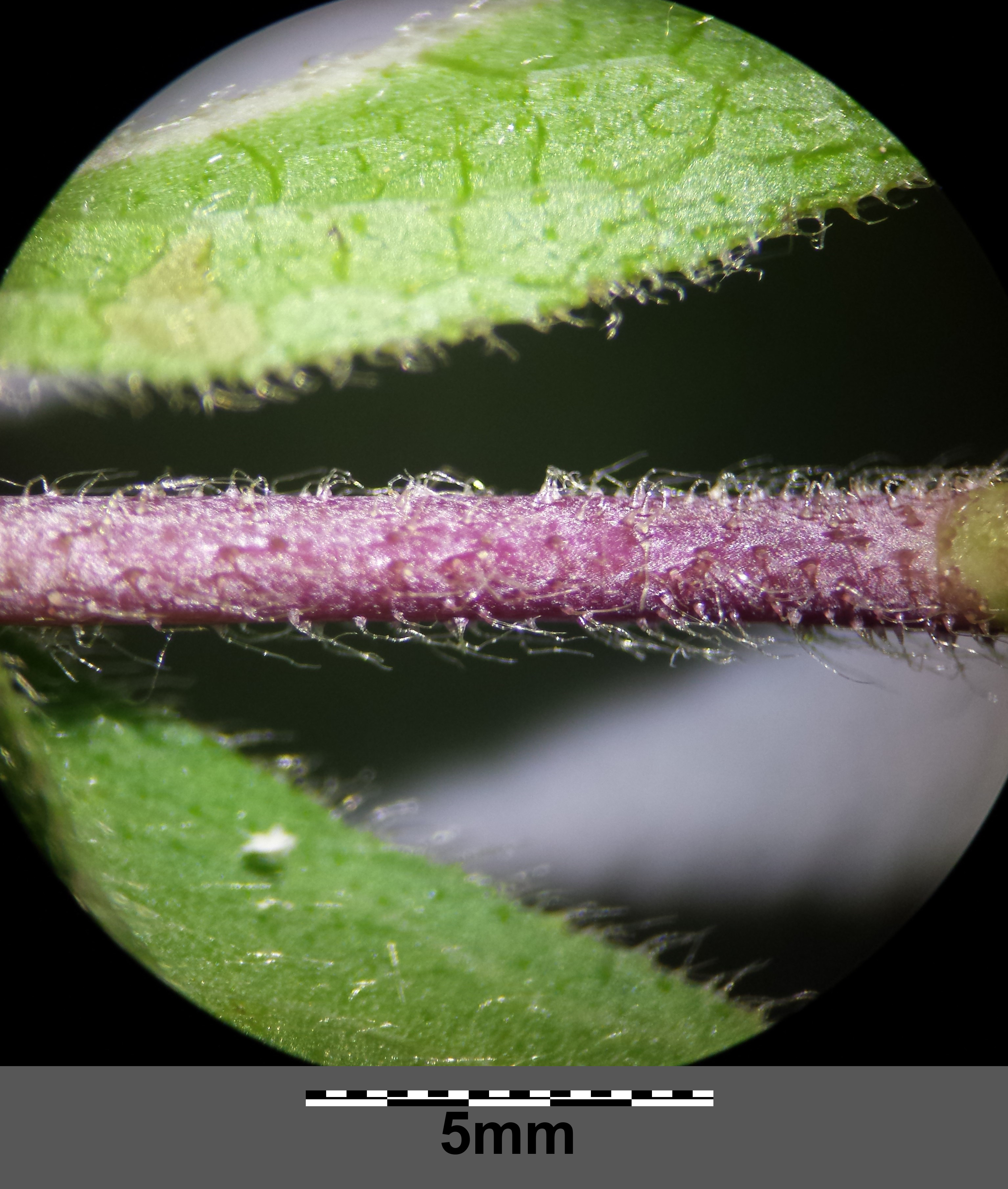
Запушення стебла великим планом.

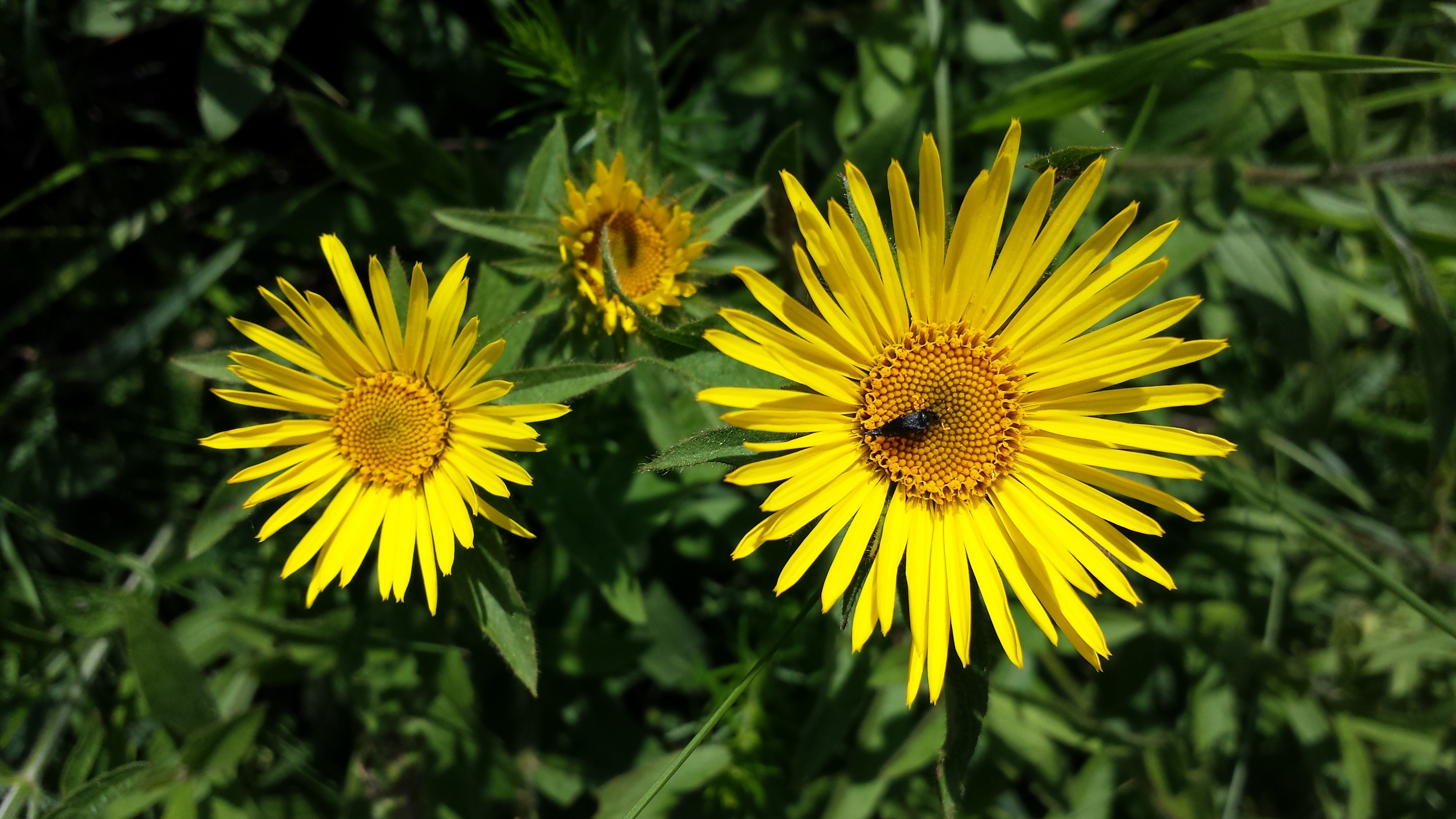
Суцвіття.

Багаторічна рослина 25–55 см заввишки. Рослина з довгим, повзучим, більш менш розгалуженим кореневищем. Стебла прямі, прості або слабо розгалужені, під кошиками значно потовщені. Листки ланцетні, цілісні, цілокраї чи більш менш перистолопатеві, як і стебла вкриті короткими волосками і слабо павутинисті. Кошики поодинокі на верхівках стебел. Квіти рожеві або пурпурні; крайові — воронкоподібні, збільшені, безплідні; серединні — трубчасті, двостатеві. Сім'янки без чубчика.

## Поширення
Вид зростає в Україні, пд.-зх. Росії, а також у Грузії.
В Україні зростає на солонцюватих і солончакових луках, степових полях і як бур'ян на полях, у причорноморських степах. Декоративна. Входить до переліків видів, що перебувають під загрозою зникнення на територіях Дніпропетровської та Запорізької областей.